# Beata Ludovica Albertoni
Beata Ludovica Albertoni é um monumento funerário do artista barroco italiano Gian Lorenzo Bernini instalado na "Capela Altieri", projetada especialmente para este fim, na igreja de San Francesco a Ripa, na região do Trastevere, em Roma, Itália. Bernini começou este projeto em 1671 em conjunto com duas outras grandes obras — "Túmulo do Papa Alexandre VII" e "O Altar do Santíssimo Sacramento", ambas na Basílica de São Pedro — o que provocou um atraso em seu trabalho no monumento, que só foi concluído em 1674 e instalado no dia 31 de agosto do mesmo ano.

## Contexto
O tema da escultura, Ludovica Albertoni, era uma nobre romana que entrou para Ordem Terceira de São Francisco depois da morte do marido e passou a viver uma vida piedosa, trabalhando para os pobres da região do Trastevere sob a liderança dos frades franciscanos da igreja de San Francesco, onde foi enterrada em 1533. Um de seus descendentes, o cardeal Paluzzo Paluzzi degli Albertoni, tinha um sobrinho que se casou com a sobrinha do papa Clemente X, que, por sua fez, formalmente adotou o cardeal como seu próprio sobrinho e permitiu-lhe que adotasse o sobrenome do papa, "Altieri". O papa Clemente beatificou a ancestral do cardeal Albertoni que então encomendou uma grande reforma na capela dedicada a ela em San Francesco, que tornar-se-ia o local de sua veneração. Depois de várias artistas terem competido pela encomenda, a obra foi entregue para Bernini, que aceitou o projeto gratuitamente. Ele já tinha 71 anos de idade quando começou e esta é uma de suas últimas esculturas.
Alguns estudiosos questionaram a data de 1671 como data de início, apresentando um documento que demonstra que Bernini teria comprado o mármore branco para a estátua em 7 de fevereiro de 1674, o que colocaria a data de início da obra no final de 1673, um prazo de execução de apenas 6 meses. A escultura foi concluída em 31 de agosto de 1674.

## Descrição

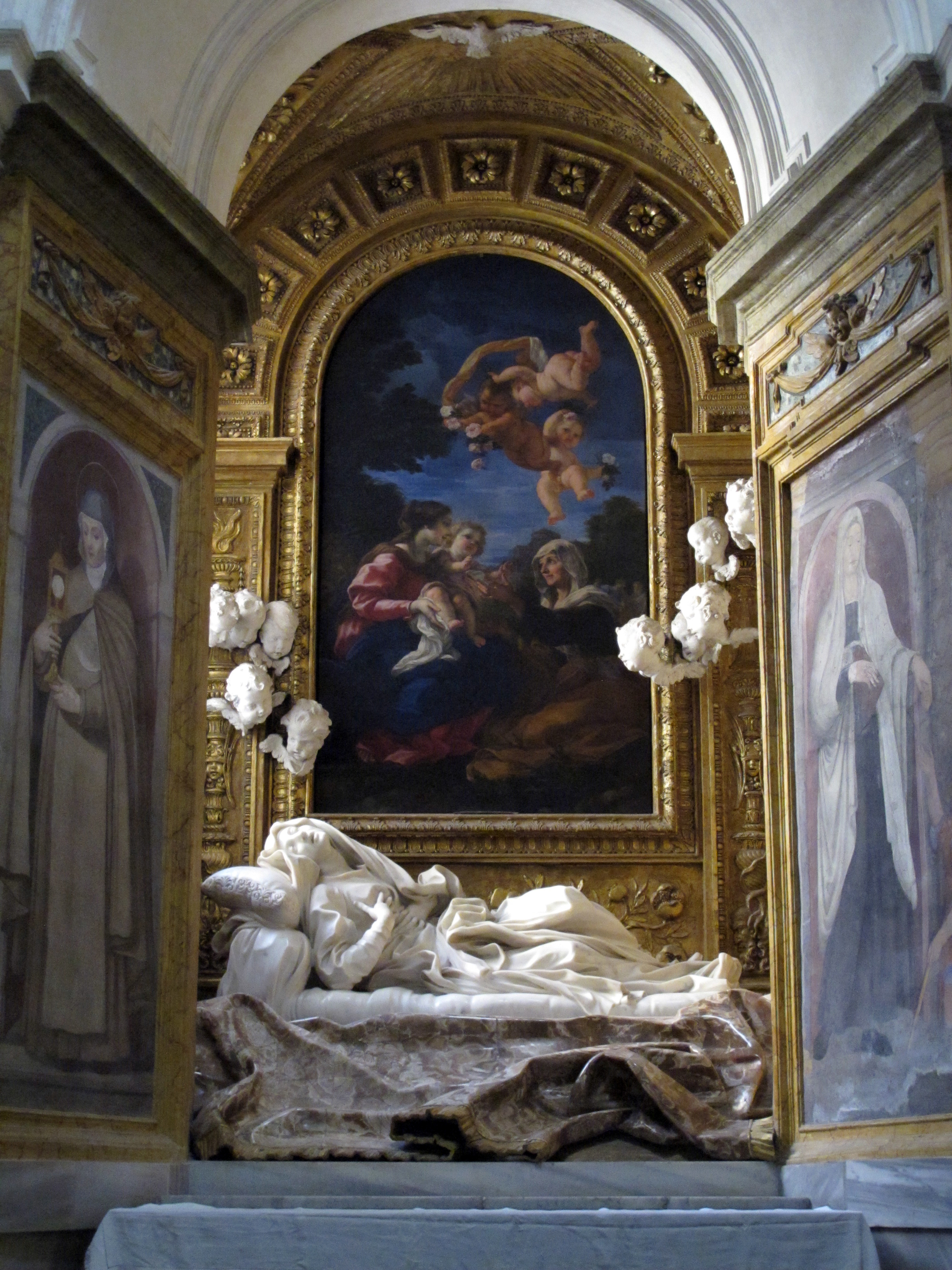
Capela Altieri, em San Francesco a Ripa, onde está instalada a escultura.

A figura da Beata Ludovica está instalada sobre o altar da Capela Altieri, do lado esquerdo da nave de San Francesco. Bernini projetou um contexto arquitetural que foca a atenção na escultura de mármore, emoldurando-a com um arco recortado na parede já existente, onde antes ficava uma pintura. A figura principal, a beata, está ladeada por dois recessos instalados obliquamente pintados com afrescos preexistentes de Santa Clara e da própria Ludovica, que aperece dando esmolas a um mendigo. A estátua é iluminada de ambos os lados por grandes janelas escondidas pelos recessos.
A beata é apresentada deitada num colchão no momento de uma comunhão mística com Deus. As dobras de seu hábito refletem seu estado turbulento e sua cabeça está atirada para trás em direção de um travesseiro bordado no apoio para a cabeça. Abaixo dela está esculpido um lençol bastante enrugado que cobre um sarcófago de mármore vermelho, onde Ludovida está sepultada. O painel atrás da estátual está esculpido com romãs estilizadas; corações em chamas decoram as bases das janelas. Ela está rodeada por putti e esperando para ascender ao Espírito Santo.
A pintura atrás da estátua é de Baciccio.

## Obras similares
- "O Êxtase de Santa Teresa (1647–52), também de Bernini, na Capela Cornaro de Santa Maria della Vittoria.
- "São Sebastião" (ca. 1672), de Antonio Giorgetti, em San Sebastiano fuori le mura.
- "Morte de Santa Anastácia, de Ercole Ferrata, em Sant'Anastasia al Palatino.
- "Santa Ana" em Sant'Andrea delle Fratte, atribuída a Giovanni Battista Maini.